# Heinrich Röcke
Heinrich Röcke, auch Heinz Röcke (* 13. Mai 1914 in Danzig-Langfuhr; † 7. April 2006 in Murnau am Staffelsee) war ein deutscher Architekt und Hochschullehrer.

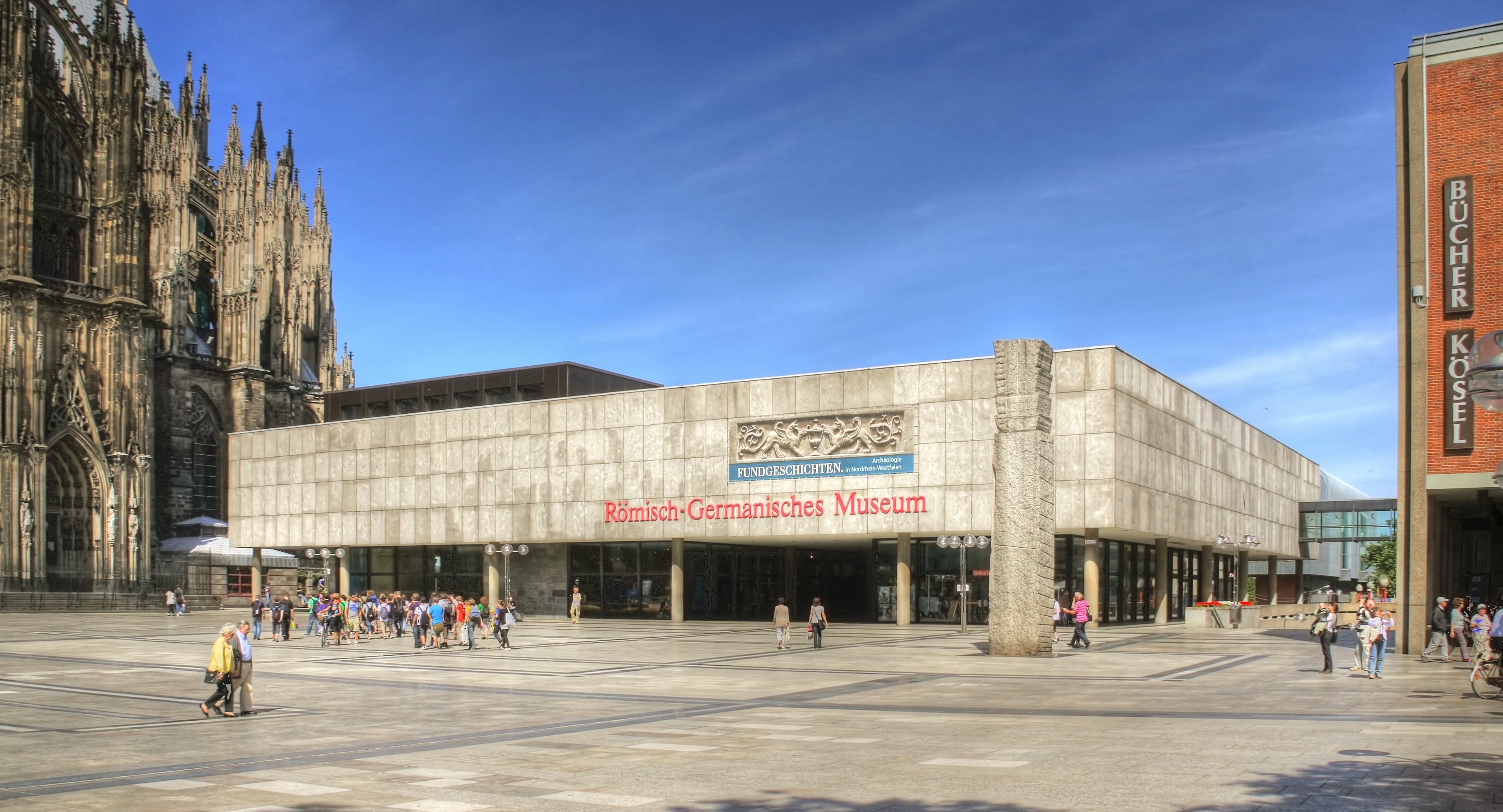
Römisch-Germanisches Museum in Köln

## Leben
Heinrich Röcke wurde 1914 in Danzig geboren. Er studierte Architektur an der TH Danzig, wo der Maler Fritz Pfuhle zu seinen akademischen Lehrern zählte. Er setzte sein Studium von 1938 bis 1940 an der TH München fort. Seine dortigen Lehrer waren Adolf Abel, Hans Döllgast, German Bestelmeyer und Roderich Fick. Röcke war anschließend als Diplom-Architekt im Büro von Heinrich Rettig in München tätig. Nach Ende des Zweiten Weltkriegs war er ab 1945 Architekt in Dresden, wo auch Grafikausstellungen seiner Werke stattfanden. Er wurde 1956 Professor für Freihandzeichnen an der Technischen Universität Dresden und setzte sich für eine Neufassung des Faches als Formenlehre und Schule des Sehens ein. Er übernahm daneben einen Lehrauftrag für Kfz-Ingenieure im Karosseriebau. Im Jahr 1958 arbeitete er als Partner in einem Architektenbüro in Düsseldorf.
Röcke wurde 1959 an die Technische Hochschule Braunschweig berufen, wo er als Professor für Architekturzeichnen und Raumgestaltung Nachfolger Daniel Thulesius’ wurde. Er verband die Grundlehre mit der Geschichte und Gestaltung von Innenräumen, Ausbau und Einrichtung. Er wurde 1983 emeritiert. Röcke zählt zu den Vertretern der Braunschweiger Schule.
Heinrich Röcke starb im April 2006 im Alter von 91 Jahren in Murnau am Staffelsee.

## Bauten (Auswahl)
- Gestaltung des Anschlusses der Kurt-Schumacher-Straße an den Löwenwall, verbunden mit der Wiederaufstellung der Reiterstandbilder Herzog Karl Wilhelm Ferdinands und Friedrich Wilhelms, Braunschweig (1960)
- Neubau des Römisch-Germanischen Museums (mit Klaus Renner), Köln (1974)
- Umbau des Städtischen Museums Braunschweig (1973–1976)
- Umbau des Vieweghauses zum Braunschweigischen Landesmuseum
- Kirchliche Gebäude im Braunschweiger Raum

## Schriften (Auswahl)
- Sehen und Zeichnen. 1953.
- Punkt, Strich und Wirklichkeit. 1955
- Freihandzeichnen. 1956.
- Bauformen. 1956.
- Visuelle Grundlagen der Schriftzeichen. 1959.
- Ludwig Winter. Drei lavierte Federzeichnungen aus dem Jahre 1874. Miszellen 31, Städtisches Museum Braunschweig, 1979.